# Profane Genocidal Creations
Profane Genocidal Creations är det tyska black metal-bandet Dark Fortress andra album, utgivet 2003.

## Låtlista
1. "Introduction" - 01:45
2. "Defiance of Death" - 08:36
3. "Passage to Extinction" - 09:11
4. "In Morte Aeternitas" - 09:04
5. "Moribound Be Thy Creation" - 06:19
6. "Through Ages of War" - 06:05
7. "Blood of the Templars" - 07:20
8. "Warlord (Face the Angel of Pestilence)" - 05:02
9. "Battles Rage in the Infernal Depth" - 06:49
10. "A Fortress Dark" - 08:16